# 劉德華創作歌曲列表
劉德華填詞作品主要介绍劉德華填詞（包括与他人合作填词）的歌曲作品。

## 概况
劉德華在創作方面主要擅长于填词工作，且主要为个人演唱作品效力，为其他歌手创作的总数只有20多首。他创作的第一首歌是1990年的《如果你是我的传说》，当时是在好友小美的支持和鼓励下才完成的。至今他一共参与了超过150首歌曲的填词工作，其中大多数由个人单独完成，尤其是自2003年以来，他填词的作品占个人专辑的比例明显增多，例如《如果有一天》、《Coffee or Tea》、《再说一次我爱你》、《声音》和《一只牛的异想世界》这多张唱片他个人填词的都在5首以上。填词是刘德华表达个人想法的一个主要途径，他的早期填词作品如《来生缘》、《谢谢你的爱》、《情人 Happy Birthday》等集中讲爱情，后来慢慢地将话题写得很广阔，写出很多不同风格的歌词，例如1999年的《回家真好》讲述家庭亲情，2000年的《你是我一生中最大的骄傲》是送给FANS的，2003年的《如果有一天》阐释了人生哲理，《17岁》是讲个人的成长经历，2006年的《心肝宝贝》是送给乙肝患者的慈善主题曲。香港著名音乐人黄霑曾批评刘德华填词“不会有什么大成绩”，后来也夸口称赞刘德华填词有很大进步。
刘德华的创作才华也获得了多个奖项的认可：1998年与1999年连续获得商业电台举办的叱吒乐坛流行榜叱吒唱作人大奖，2001年获十大劲歌金曲最受欢迎唱作歌星银奖，2006年获最受欢迎唱作歌星金奖；2006年与2007年连续成为新城劲爆颁奖礼全球劲爆创作歌手。比較知名的優秀个人作品有《絕望的笑容》、《如果你是我的傳說》、《來生緣》、《謝謝你的愛》（粵語版）、《這一生是給你一個》、《情深的一句》、《你是我的女人》、《愛你一萬年》、《心只有你》、《男人哭吧不是罪》、《當我遇上你》、《心藍》、《你是我一生中最大的驕傲》等，與別人合填的有《冰雨》、《17歲》、《如果你有事》、《恭喜發財》、《再說一次我愛你》以及《Everyone is No.1》等。同時作詞作曲的有《天天想你》（與巫啟賢聯合作曲）、《如果有一天》、《幸福這麼遠那麼甜》和《餘生一起過》等。

### 合作伙伴
杜自持、李安修、陳耀川和陳德建這四人是劉德華音乐事业上最重要的合作搭档。其中杜自持除了為他作曲及編曲其極大多數的粵語歌曲外，更是華仔早期大部份演唱會的音樂總監；陳耀川是刘德华90年代的“御用”作曲人，參與作曲的以《忘情水》、《天意》、《真永遠》、《相思成灾》、《中國人》最具代表性；陳德建參與作曲的有《當我遇上你》、《為愛瘦一次》、《我的胖侶》和《Everyone is No.1》等，他也參與了許多劉德華唱片的監製工作；而来自台湾的李安修無疑是華仔音樂上最親密的合作夥伴，他不僅參與了《忘情水》、《天意》、《真永遠》、《相思成灾》、《中國人》、《木魚與金魚》、《練習》、《再說一次我愛你》等多首經典歌曲的作詞工作，還一直以來長期担任劉德華唱片的總監一职，李安修因此有“刘德华御用创作人”之称。

## 填詞作品列表
粗體顯示歌名表示歌曲是派台作品。
| 年份   | 演唱者                 | 歌名                      | 收錄專輯                                     | 語言 | 備註                             |
| 1990年 | 劉德華                 | 如果你是我的傳說          | 《如果你是我的傳說》                         | 國語 |                                  |
| 1990年 | 劉德華                 | 可不可以                  | 《如果你是我的傳說》                         | 國語 |                                  |
| 1990年 | 劉德華                 | 某年冬季                  | 《如果你是我的傳說》                         | 國語 |                                  |
| 1990年 | 劉德華                 | 越愛越煩                  | 《如果你是我的傳說》                         | 國語 |                                  |
| 1990年 | 劉德華                 | 絕望的笑容                | 《再會了》                                   | 粵語 |                                  |
| 1990年 | 劉德華                 | 迷醉的雙臉                | 《再會了》                                   | 粵語 | 與因葵合填                       |
| 1991年 | 劉德華                 | 苦纏                      | 《我和我追逐的夢》                           | 國語 |                                  |
| 1991年 | 劉德華                 | 情歌有沒有唱錯            | 《我和我追逐的夢》                           | 國語 |                                  |
| 1991年 | 劉德華                 | 再吻我吧                  | 《愛不完》                                   | 粵語 |                                  |
| 1991年 | 劉德華                 | 紅塵天使                  | 《一起走過的日子》                           | 粵語 |                                  |
| 1991年 | 劉德華                 | 來生緣                    | 《來生緣》                                   | 國語 |                                  |
| 1991年 | 劉德華                 | 為了你請留下我            | 《來生緣》                                   | 國語 |                                  |
| 1991年 | 劉德華                 | 千萬個不願意              | 《來生緣》                                   | 國語 |                                  |
| 1991年 | 劉德華                 | 愛不完                    | 《來生緣》                                   | 國語 |                                  |
| 1991年 | 劉德華                 | 是否你的要求太高          | 《來生緣》                                   | 國語 | 與何不合填                       |
| 1991年 | 劉德華                 | 不可不信…緣               | 《不可不信……緣》                             | 粵語 |                                  |
| 1991年 | 劉德華                 | 是我嗎                    | 《不可不信……緣》                             | 粵語 |                                  |
| 1991年 | 劉德華                 | 捨不得恨你                | 《不可不信……緣》                             | 粵語 |                                  |
| 1992年 | 劉德華                 | 舊情人                    | 《謝謝你的愛》                               | 國語 |                                  |
| 1992年 | 劉德華                 | 回來吧！好嗎？            | 《謝謝你的愛》                               | 國語 |                                  |
| 1992年 | 劉德華                 | 情是那麼笨                | 《愛的空間》                                 | 粵語 |                                  |
| 1992年 | 劉德華                 | 獻給你                    | 《愛的空間》                                 | 粵語 |                                  |
| 1992年 | 劉德華                 | 媽媽的臉                  | 《愛的空間》                                 | 粵語 |                                  |
| 1992年 | 劉德華                 | 謝謝你的愛                | 《真我的風采》                               | 粵語 |                                  |
| 1993年 | 劉德華                 | 一輩子的錯                | 《真情難收》                                 | 國語 |                                  |
| 1993年 | 劉德華                 | 用你的溫柔撫平我傷口      | 《真情難收》                                 | 國語 |                                  |
| 1993年 | 劉德華                 | 萍水相逢                  | 《真情難收》                                 | 國語 |                                  |
| 1993年 | 劉德華                 | 這一生是給妳一個          | 《答案就是妳》                               | 粵語 |                                  |
| 1993年 | 劉德華                 | 寧願我傷心                | 《一生一次》                                 | 國語 | 與劉虞瑞合填                     |
| 1993年 | 劉德華                 | 永遠寂寞                  | 《一生一次》                                 | 國語 |                                  |
| 1993年 | 劉德華                 | 藕斷絲蓮                  | 《愛意》                                     | 粵語 |                                  |
| 1993年 | 劉德華                 | 情人Happy Birthday        | 《愛意》                                     | 粵語 |                                  |
| 1993年 | 劉德華                 | 現實是場夢                | 《愛意》                                     | 粵語 |                                  |
| 1994年 | 巫啟賢                 | 心酸的情歌                | 《心酸的情歌》                               | 粵語 |                                  |
| 1994年 | 巫啟賢                 | 太傻                      | 《心酸的情歌》                               | 粵語 |                                  |
| 1994年 | 巫啟賢                 | 謝謝你，冬的雪            | 《愛情傀儡》                                 | 國語 |                                  |
| 1994年 | 陳耀川                 | 接受我的心                | 《我始終愛你》                               | 國語 |                                  |
| 1994年 | 劉德華                 | 天天想你                  | 《The Best of Andy Lau》                     | 粵語 |                                  |
| 1994年 | 劉德華                 | 不該愛上你                | 《忘情水》                                   | 國語 |                                  |
| 1994年 | 劉德華                 | 你是我的溫柔              | 《忘情水》                                   | 國語 |                                  |
| 1994年 | 劉德華                 | 緣份                      | 《5時30分》                                  | 粵語 | 與陳頌紅合填                     |
| 1994年 | 劉德華                 | 友誼歷久一樣濃            | 《天意》                                     | 國語 |                                  |
| 1994年 | 劉德華                 | 該說的我已說              | 《天意》                                     | 國語 |                                  |
| 1994年 | 羅文                   | 峰回路轉                  | 《愛與夢》                                   | 粵語 |                                  |
| 1994年 | 關之琳                 | 愛你是羅網自投            | 《相約到永久》                               | 國語 |                                  |
| 1995年 | 古巨基                 | 親親我好嗎                | 《親親我好嗎》                               | 粵語 |                                  |
| 1995年 | 巫啟賢                 | 只因你傷心                | 《有心》                                     | 粵語 |                                  |
| 1995年 | 李樂詩                 | 夢醒好嗎                  | 《吾愛被愛》                                 | 粵語 |                                  |
| 1995年 | 李蕙敏                 | 戀愛動詞                  | 《橫濱別戀》                                 | 粵語 |                                  |
| 1995年 | 草蜢                   | 領悟                      | 《三人主義》                                 | 粵語 |                                  |
| 1995年 | 馬怡靜                 | 愛在偶然                  | 《愛在偶然》                                 | 粵語 |                                  |
| 1995年 | 梅艷芳                 | 愛是沒餘地                | 《歌之女》                                   | 粵語 |                                  |
| 1995年 | 劉德華                 | 無情天                    |                                              | 粵語 | 商台廣播劇《我心不死》主題曲     |
| 1995年 | 劉德華                 | 愛火燒不盡                | 《真永遠》                                   | 國語 |                                  |
| 1995年 | 劉德華                 | 有心無力                  | 《情未鸟》                                   | 粵語 |                                  |
| 1995年 | 劉德華                 | 情深的一句                | 《情未鸟》                                   | 粵語 |                                  |
| 1995年 | 劉德華                 | 後悔                      | 《情未鸟》                                   | 粵語 |                                  |
| 1996年 | 巫啟賢                 | 伴我的情歌                | 《風中有你》                                 | 粵語 |                                  |
| 1996年 | 劉德華                 | 潮水                      | 《在乎您》                                   | 粵語 |                                  |
| 1996年 | 劉德華                 | 同床                      | 《在乎您》                                   | 粵語 |                                  |
| 1996年 | 劉德華                 | 不能溶化的冰              | 《在乎您》                                   | 粵語 |                                  |
| 1996年 | 劉德華                 | 擁抱你                    | 《在乎您》                                   | 粵語 |                                  |
| 1996年 | 劉德華                 | 男人眼淚                  | 《因為愛》                                   | 國語 |                                  |
| 1996年 | 劉德華                 | 最怕你跟別人睡            | 《因為愛》                                   | 粵語 |                                  |
| 1997年 | 劉德華                 | 不要帶她走                | 《愛如此神奇》                               | 國語 |                                  |
| 1997年 | 劉德華                 | 為何帶他走                | 《愛如此神奇》                               | 粵語 |                                  |
| 1997年 | 劉德華                 | 舞照跳                    | 《真生命》                                   | 粵語 |                                  |
| 1997年 | 劉德華                 | 匹夫最勇                  | 《真生命》                                   | 粵語 |                                  |
| 1997年 | 劉德華                 | 甘心                      | 《真生命》                                   | 粵語 |                                  |
| 1997年 | 劉德華                 | 冰雨                      | 《愛在刻骨銘心時》                           | 國語 | 與李密合填                       |
| 1997年 | 劉德華                 | 男孩女孩                  | 《愛在刻骨銘心時》                           | 國語 |                                  |
| 1997年 | 劉德華                 | 老夫妻                    | 《愛在刻骨銘心時》                           | 國語 |                                  |
| 1997年 | 劉德華                 | 給你們的一封信            | 《愛在刻骨銘心時》                           | 國語 |                                  |
| 1998年 | 劉德華                 | 你是我的女人              | 《你是我的女人》                             | 粵語 |                                  |
| 1998年 | 劉德華                 | 掛念                      | 《你是我的女人》                             | 粵語 |                                  |
| 1998年 | 劉德華                 | 他的女人                  | 《你是我的女人》                             | 粵語 |                                  |
| 1998年 | 劉德華                 | 情種                      | 《你是我的女人》                             | 粵語 |                                  |
| 1998年 | 劉德華                 | 死剩把口                  | 《你是我的女人》                             | 粵語 |                                  |
| 1998年 | 劉德華                 | 毛衣                      | 《你是我的女人》                             | 粵語 |                                  |
| 1998年 | 劉德華                 | 話我知                    | 《你是我的女人》                             | 粵語 |                                  |
| 1998年 | 劉德華                 | 火焰心                    | 《笨小孩精選》                               | 粵語 |                                  |
| 1998年 | 劉德華、柯受良、吳宗憲 | 笨小孩                    | 《笨小孩精選》                               | 國語 |                                  |
| 1998年 | 羅嘉良                 | 真說話                    | 《天地豪情》                                 | 粵語 |                                  |
| 1999年 | Zen                    | 回來                      | 《晴天》                                     | 粵語 |                                  |
| 1999年 | 柯受良                 | 錢不夠用                  | 《再次征服》                                 | 國語 |                                  |
| 1999年 | 梅艷芳                 | 昨天你去哪啊              | 《沒話說》                                   | 國語 |                                  |
| 1999年 | 劉德華                 | 回家真好                  | 《回家真好》                                 | 國語 | 與李安修、陳富榮合填             |
| 1999年 | 劉德華                 | 預謀                      | 《回家真好 (香港版)》                        | 粵語 |                                  |
| 1999年 | 劉德華                 | 男朋友                    | 《人間愛》                                   | 國語 | 與林隆璇合填                     |
| 1999年 | 劉德華                 | 會說話的啞巴              | 《人間愛》                                   | 國語 |                                  |
| 1999年 | 劉德華                 | ABCDE                     | 《人間愛》                                   | 國語 |                                  |
| 1999年 | 劉德華                 | 心只有你                  | 《人間愛 (特別版)》                          | 粵語 |                                  |
| 1999年 | 劉德華                 | 心只有你                  | 《人間愛 (特別版)》                          | 國語 |                                  |
| 1999年 | 劉德華                 | 全心來跟我                | 《劉德華99演唱會》                           | 粵語 |                                  |
| 1999年 | 劉德華                 | 愛你一萬年                | 《劉德華99演唱會》                           | 國語 |                                  |
| 1999年 | 劉德華                 | 痛                        | 《愛無知》                                   | 粵語 |                                  |
| 1999年 | 劉德華                 | 愛無知                    | 《愛無知》                                   | 粵語 |                                  |
| 1999年 | 劉德華                 | 繼續流浪                  | 《愛無知》                                   | 粵語 |                                  |
| 1999年 | 劉德華                 | 分開不要在雨天            | 《愛無知》                                   | 粵語 |                                  |
| 1999年 | 劉德華                 | 爭氣                      | 《愛無知》                                   | 粵語 |                                  |
| 1999年 | 劉德華                 | 汗                        | 《愛無知》                                   | 粵語 |                                  |
| 1999年 | 戴辛尉                 | 看穿                      | 《月光戲院》                                 | 國語 |                                  |
| 1999年 | 蘇永康、田震           | 有心                      | 《蘇永康的化粧間》                           | 國語 |                                  |
| 2000年 | 陳震東                 | 繡花鞋                    | 《陳震東》                                   | 國語 |                                  |
| 2000年 | 劉德華                 | 將自己給你                | 《Just For You》                             | 粵語 |                                  |
| 2000年 | 劉德華                 | 你是我一生中最大的驕傲    | 《Just For You》                             | 粵語 |                                  |
| 2000年 | 劉德華                 | 男人哭吧不是罪            | 《男人的愛》                                 | 國語 |                                  |
| 2000年 | 劉德華                 | 享用我的姓                | 《男人的愛》                                 | 國語 |                                  |
| 2000年 | 劉德華                 | 當我遇上你                | 《心藍》                                     | 粵語 |                                  |
| 2000年 | 劉德華                 | 心藍                      | 《心藍》                                     | 粵語 |                                  |
| 2000年 | 劉德華                 | 微笑                      | 《心藍》                                     | 粵語 |                                  |
| 2000年 | 劉德華                 | 請你莫忘我                | 《心藍》                                     | 粵語 |                                  |
| 2001年 | 劉德華                 | 天馬行空                  | 《天馬行空》                                 | 國語 |                                  |
| 2001年 | 劉德華                 | 我的心只可容納妳          | 《天開了》                                   | 國語 |                                  |
| 2001年 | 劉德華                 | 偷聽女孩心                | 《天開了》                                   | 國語 |                                  |
| 2001年 | 劉德華                 | 踢出個未來                | 《天開了》                                   | 國語 |                                  |
| 2001年 | 劉德華                 | 願意                      | 《天開了》                                   | 國語 |                                  |
| 2001年 | 劉德華                 | 其中一位                  | 《天開了》                                   | 國語 |                                  |
| 2001年 | 劉德華                 | 鴿子情緣                  | 《夏日Fiesta》                               | 粵語 |                                  |
| 2001年 | 劉德華                 | 男兒志                    | 《夏日Fiesta》                               | 國語 |                                  |
| 2001年 | 劉德華                 | 為愛瘦一次                | 《夏日Fiesta》                               | 國語 |                                  |
| 2001年 | 劉德華                 | 地球戰士                  | 《夏日Fiesta》                               | 國語 |                                  |
| 2001年 | 劉德華                 | 還記得我嗎                | 《愛君如夢 電影原聲大碟》                    | 粵語 |                                  |
| 2001年 | 劉德華                 | 一段情                    | 《愛君如夢 電影原聲大碟》                    | 粵語 |                                  |
| 2001年 | 劉德華                 | 你是最好的                | 《愛君如夢 電影原聲大碟》                    | 粵語 |                                  |
| 2001年 | 劉德華、鍾依澄         | 舞吧                      | 《愛君如夢 電影原聲大碟》                    | 粵語 |                                  |
| 2001年 | 劉德華、鍾依澄         | 整體                      | 《愛君如夢 電影原聲大碟》                    | 粵語 |                                  |
| 2002年 | 劉德華                 | 親愛的媽媽                | 《美麗的一天》                               | 國語 |                                  |
| 2002年 | 劉德華                 | I Miss You                | 《美麗的一天》                               | 國語 | 與李安修、紀佳松合填             |
| 2002年 | 劉德華                 | Natural                   | 《你是我的驕傲》                             | 國語 |                                  |
| 2002年 | 劉德華                 | 活得精彩                  |                                              | 國語 |                                  |
| 2003年 | 劉德華                 | 如果有一天                | 《如果有一天》                               | 粵語 |                                  |
| 2003年 | 劉德華                 | 你的野蠻男友              | 《如果有一天》                               | 粵語 |                                  |
| 2003年 | 劉德華                 | 17歲                      | 《如果有一天》                               | 粵語 | 與徐繼宗合填                     |
| 2003年 | 劉德華                 | 多想你好                  | 《如果有一天》                               | 粵語 |                                  |
| 2003年 | 劉德華                 | 忠於自己                  | 《如果有一天》                               | 粵語 |                                  |
| 2003年 | 劉德華                 | 真愛是苦味                | 《如果有一天》                               | 粵語 |                                  |
| 2003年 | 劉德華                 | 月老                      | 《如果有一天》                               | 國語 | 與湯小康合填                     |
| 2003年 | 劉德華                 | 自作自受                  | 《繼續談情》                                 | 粵語 |                                  |
| 2003年 | 劉德華                 | 太想愛                    | 《大人的情歌》                               | 國語 |                                  |
| 2004年 | 梁詠琪                 | 娛樂大家                  | 《娛樂大家》                                 | 粵語 |                                  |
| 2004年 | 鄭秀文                 | 如果你有事                |                                              | 粵語 | 與林夕合填，電影《龍鳳鬥》主題曲 |
| 2004年 | 劉德華                 | 的士司機                  | 《Coffee or Tea》                            | 粵語 |                                  |
| 2004年 | 劉德華                 | 魔鬼在戀愛                | 《Coffee or Tea》                            | 粵語 |                                  |
| 2004年 | 劉德華                 | 聽話了                    | 《Coffee or Tea》                            | 粵語 | 與徐繼宗合填                     |
| 2004年 | 劉德華                 | 影帝無用                  | 《Coffee or Tea》                            | 粵語 |                                  |
| 2004年 | 劉德華                 | 無須擔心                  | 《Coffee or Tea》                            | 粵語 |                                  |
| 2004年 | 劉德華                 | 幸福.這麼遠.那麼甜        | 《Coffee or Tea》                            | 國語 |                                  |
| 2004年 | 劉德華                 | 原來我有愛                | 《繼續談情》                                 | 國語 | 與李安修合填                     |
| 2005年 | 劉德華                 | 再說一次我愛你            | 《再說一次我愛你》                           | 國語 | 與李安修合填                     |
| 2005年 | 劉德華                 | 狠心的一課                | 《再說一次我愛你》                           | 國語 |                                  |
| 2005年 | 劉德華                 | 美人痛                    | 《再說一次我愛你》                           | 國語 |                                  |
| 2005年 | 劉德華                 | 苦命梁祝                  | 《再說一次我愛你》                           | 國語 |                                  |
| 2005年 | 劉德華                 | 完美                      | 《再說一次我愛你》                           | 國語 |                                  |
| 2005年 | 劉德華                 | 真心話                    | 《再說一次我愛你》                           | 國語 |                                  |
| 2005年 | 劉德華                 | 下次不敢                  | 《繼續談情》                                 | 粵語 |                                  |
| 2005年 | 劉德華                 | 我得你                    | 《繼續談情》                                 | 粵語 |                                  |
| 2005年 | 劉德華                 | 恭喜發財                  | 《繼續談情》                                 | 國語 | 與李安修合填                     |
| 2006年 | 劉德華                 | 張開眼睛                  | 《聲音》                                     | 粵語 |                                  |
| 2006年 | 劉德華                 | 心照                      | 《聲音》                                     | 粵語 |                                  |
| 2006年 | 劉德華                 | 累鬥累                    | 《聲音》                                     | 粵語 |                                  |
| 2006年 | 劉德華                 | 大俠                      | 《聲音》                                     | 粵語 |                                  |
| 2006年 | 劉德華                 | 一家人                    | 《聲音》                                     | 粵語 |                                  |
| 2006年 | 劉德華                 | 教你如何不愛他            | 《聲音》                                     | 粵語 | 與林夕合填                       |
| 2006年 | 劉德華                 | 心肝寶貝                  | 《聲音》                                     | 國語 |                                  |
| 2007年 | 劉德華                 | 歸宿                      | 《一隻牛的異想世界》                         | 國語 |                                  |
| 2007年 | 劉德華                 | 冬季不下雪                | 《一隻牛的異想世界》                         | 國語 | 與李安修合填                     |
| 2007年 | 劉德華                 | 我是一隻牛                | 《一隻牛的異想世界》                         | 國語 |                                  |
| 2007年 | 劉德華                 | 繭人                      | 《一隻牛的異想世界》                         | 國語 | 與珊佩合填                       |
| 2007年 | 劉德華                 | 壹塊錢                    | 《一隻牛的異想世界》                         | 國語 |                                  |
| 2007年 | 劉德華                 | 只想抱抱                  | 《一隻牛的異想世界》                         | 粵語 |                                  |
| 2007年 | 劉德華                 | 一起嗌                    | 《Everyone is No. 1》                        | 粵語 | 與藍奕邦、岑偉宗合填             |
| 2007年 | 劉德華                 | 沒有翅膀的天使            | 《Everyone is No. 1》                        | 粵語 |                                  |
| 2007年 | 劉德華                 | Everyone is No.1          | 《Everyone is No. 1》                        | 國語 | 與李安修合填                     |
| 2007年 | 劉德華                 | 投名狀                    | 《Everyone is No. 1》                        | 國語 | 與珊佩合填                       |
| 2007年 | 劉德華、陳奕迅         | 兄弟                      | 《Everyone is No. 1》                        | 國語 |                                  |
| 2008年 | 東亞群星               | 最好的朋友                |                                              | 國語 |                                  |
| 2008年 | 黃伊汶                 | 從沒離開                  | 《The Groove In Me》                         | 國語 |                                  |
| 2008年 | 群星                   | 承諾                      |                                              | 國語 |                                  |
| 2008年 | 劉德華                 | 一晚長大                  | 《Love Hope》                                | 粵語 | 與徐繼宗合填                     |
| 2008年 | 劉德華                 | 你是我所有                | 《Love Hope》                                | 粵語 | 與徐繼宗合填                     |
| 2008年 | 劉德華、舒淇           | I Do                      | 《Love Hope》                                | 國語 |                                  |
| 2009年 | 劉德華                 | 痴心不再流行              | 《Love Hope》                                | 粵語 | 與徐繼宗合填                     |
| 2009年 | 劉德華                 | 我只想你好                | 《Love Hope》                                | 粵語 |                                  |
| 2009年 | 劉德華                 | 等我                      | 《Love Hope》                                | 粵語 |                                  |
| 2009年 | 劉德華                 | 母親                      | 《Unforgettable 忘不了的 (Deluxe Edition)》  | 粵語 |                                  |
| 2010年 | 劉德華                 | 地球的心聲                | 《Unforgettable 忘不了的 (Deluxe Edition)》  | 粵語 |                                  |
| 2010年 | 劉德華                 | 熱血英雄                  | 《Unforgettable 忘不了的 (Deluxe Edition)》  | 粵語 |                                  |
| 2010年 | 劉德華                 | 海闊天空 一路是藍         | 《Unforgettable 忘不了的 (Deluxe Edition)》  | 國語 |                                  |
| 2010年 | 劉德華                 | I Don't Wanna Say Goodbye | 《Unforgettable 忘不了的》                   | 粵語 | 與黃毅成合填                     |
| 2010年 | 劉德華                 | 珍愛舞台                  | 《Unforgettable 忘不了的》                   | 國語 |                                  |
| 2011年 | 劉德華                 | 悟                        | 《Unforgettable 忘不了的 (Special Edition)》 | 國語 |                                  |
| 2012年 | 劉德華                 | 一生愛                    | 《寰亞時代》                                 | 粵語 |                                  |
| 2013年 | 劉德華                 | 餘生一起過                |                                              | 粵語 |                                  |
| 2015年 | 劉德華                 | 回家的路                  |                                              | 國語 |                                  |
| 2015年 | 劉德華                 | 解開                      |                                              | 粵語 |                                  |
| 2016年 | 劉德華                 | 原諒我                    |                                              | 粵語 |                                  |
| 2016年 | 劉德華                 | 原諒我                    |                                              | 國語 | 與易桀齊合填                     |
| 2016年 | 劉德華                 | 愛永遠存在                |                                              | 粵語 |                                  |
| 2016年 | 劉德華、李宇春         | 恭喜發財2016              |                                              | 國語 | 與李安修合填                     |
| 2016年 | 劉德華、黃曉明、沈騰   | 笑一笑                    |                                              | 國語 |                                  |
| 2017年 | 劉德華                 | 慢慢习惯                  |                                              | 國語 |                                  |
| 2017年 | 劉德華、譚詠麟         | 簡單是福                  | 《欣賞》                                     | 國語 |                                  |
| 2018年 | 劉德華                 | My Love                   |                                              | 粵語 |                                  |
| 2019年 | 劉德華、古天樂         | 兄弟不怀疑                |                                              | 粵語 |                                  |
| 2020年 | 劉德華                 | 我知道                    |                                              | 粵語 | 抗疫公益歌曲                     |
| 2020年 | 劉德華                 | 继续美丽                  |                                              | 粤语 |                                  |
| 2020年 | 劉德華、倪妮           | 相信我                    |                                              | 国语 |                                  |
| 2023年 | 劉德華                 | 慢慢                      |                                              | 国语 | 电影《川流不熄》推广曲           |
| 2023年 | 刘德华                 | 道理都懂                  |                                              | 粤语 | 电影《潜行》片尾曲               |